# 抚松北江水电站
抚松北江水电站位于中国吉林省抚松县抚松镇北郊3km处的松江河下游，是松江河水电梯级开发的最后一个梯级。发电为主兼顾防洪。业主为抚松县地方水电局。

## 技术概况
河道天然坡降2‰。坝址处多年平均径流33.1m3/s，松山跨流域引水后坝址处多年平均径流56.6m3/s。石龙水电站的尾水即为北江水电站的库尾。
坝长260m，其中右岸浆砌石挡水坝长55.7m，左岸浆砌石挡水坝长67.88m，溢流坝段长127.64m，坝高21.0m。总库容960万m3。正常高水位444.00m，正常高水位库容690万m3。调节库容320万m3。工程等级为四级，设计洪水标准50年一遇，相应洪峰流量2620m3/s，设计洪水位444.50m。校核洪水500年一遇，相应洪峰流量4150m3/s，校核洪水位446.50m。9台固定式卷扬启闭机负责9扇弧形工作闸门（宽12m，高5.5m）控制溢流坝泄洪，坝后面流消能。
利用流经抚松县城的天然河道的“回头弯”开挖引水隧洞，洞长489m。获自然落差20m。地面式厂房，安装4台立式机组，单机3200kW。6台机组，总装机20800千瓦。1998年在原隧洞进口上游新建了一条引水隧道，长381m，在原厂房下游新建了发电厂房，新增2台机组，单机容量4MW，2003年发电，2004年建成投产。年发电量0.768亿kWh。

## 历史
1975年9月水利电力部东北勘测设计院进行了工程地质勘察与工程初步设计。1977年春成立抚松县北江水电站工程建设指挥部。1977年5月破土动工。总投资1994.5万元，其中国家投资766万元，县政府向人民银行、农行贷款1014.6万元。
1980年开始蓄水，1980年11月第一台机组开始发电。1982年底竣工。八十年代多年平均发电量3000万度，为设计年发电量4700万度的64%。